# بيب سامبا با
بيب سامبا با (بالفرنسية: Pape Samba Ba)‏ هو لاعب كرة قدم سنغالي، ولد في 1 مارس 1982 في سانت لويس في السنغال. شارك مع منتخب السنغال الوطني لكرة القدم. أما مع النوادي، فقد لعب مع زنيتشج بروشكوف ولخ بوزنان ونادي جان دارك ونادي شامكير.

## وصلات خارجية
- بيب سامبا با على موقع قاعدة بيانات كرة القدم.إي يو (الإنجليزية)
- بيب سامبا با على موقع Soccerway.com (الإنجليزية)